# Taffin
Taffin è un film del 1988 diretto da Francis Megahy, ambientato in un piccolo paese costiero dell'Irlanda.

## Trama
Mark Taffin, inizialmente un esattore (con le cattive) di crediti, rimane coinvolto nella lotta della piccola comunità contro un boss, Sprawley, che ha intenzione di costruire nella cittadina un impianto chimico ad alto rischio ambientale. Dopo aver assistito a varie vessazioni nei confronti dei cittadini che protestavano civilmente contro la fabbrica, viene da loro contattato e decide di partecipare alla lotta, ma a modo suo. Charlotte, nel frattempo, inizia a convivere con lui dopo una burrascosa serata nel locale dove lei lavorava e veniva vessata dal proprietario. Seguono varie violenze da ambo le parti e trucchi per colpire gli avversari. Alla fine lo scontro arriverà alle armi e agli esplosivi. Dopo aver fatto confessare per iscritto uno dei soci del boss, Taffin crede di aver ottenuto un risultato definitivo, ma il socio muore bruciato in casa sua. La gente del posto crede che sia stato lui, e lo rinnega lasciandolo isolato. Sprawley manda un killer a farla finita con Taffin, ma questi lo uccide e poi incontra il boss al posto suo, chiedendogli di "ridargli un nome pulito" facendo sapere alla gente che non era lui l'autore dell'assassinio. Quando Sprawley estrae la pistola, Taffin lo uccide e se ne va via dal paese con Charlotte.